# داريو أورتيز
داريو أورتيز (بالإسبانية: Darío Ortiz)‏ (14 يوليو 1967 في الأرجنتين - ) هو لاعب كرة قدم أرجنتيني في مركز الدفاع. لعب مع جيمناسيا لابلاتا وغودوي كروز وIndependiente Rivadavia ‏ وGimnasia y Tiro ‏ وألميرانتيه براون دي أريسيفيس وHuracán Corrientes ‏.

## وصلات خارجية
- داريو أورتيز على موقع قاعدة بيانات كرة القدم.إي يو (الإنجليزية)
- داريو أورتيز على موقع Soccerway.com (الإنجليزية)
- داريو أورتيز على موقع عالم كرة القدم.نت (الإنجليزية)